# Château Viale
Pour les articles homonymes, voir Viale (homonymie).
Le Château Viale est un château situé dans la ville de Kpalimé, chef-lieu de la préfecture de Kloto, à 120 kilomètres au nord-ouest de la capitale Lomé, dans la région des plateaux au Togo.

## Histoire
Le château Viale tire son appellation d’un français d'origine allemande du nom de Raymond François Viale qui, séduit par le paysage de la localité, entreprend la construction de l’édifice en 1940 pendant la deuxième guerre mondiale . Les travaux durent jusqu’en 1944. 
Il accueille plusieurs conseils des ministres et sert d’hébergement jusqu’en 1979 aux présidents tels que le sénégalais Abdou Diouf et l'ivoirien Félix Houphouët-Boigny. Edem Kodjo et Joseph Kokou Koffigoh, à l’époque ministres, membres du gouvernement de Gnassingbé Eyadéma y séjournent aussi pendant un temps. 
Le château connaît quelques travaux de rénovation qui durent de 1979 à 1982. Depuis sa création, il change de nom une seule fois. Ainsi, entre 1940 et 1978, il porte le nom de Château Vial. À partir de 1975, il sert de résidence présidentiel et devient Château présidentiel depuis 1979,.